# Кашинатх
Кашинатх (канн. ಕಾಶೀನಾಥ್; 8 мая 1951, Кундапура — 18 января 2018, Бангалор) — индийский актёр, сценарист и кинорежиссёр
, работавший в индустрии кино на каннада. Был известен своими комедийными фильмами с двусмысленными диалогами.

## Биография
Родился в семье среднего класса в городке Кундапура в округе Удупи штата Карнатака.
В детстве мечтал стать ученым, но будучи на втором курсе бакалавриата, начал выступать в театре, который стал его новой мечтой.
Кашинатх начал свою карьеру в кино в качестве режиссёра, сняв комедию Aparoopada Athithigalu в 1976 году. В 1978 году он также снял триллер Aparichitha, создав новую волну в кинематографе на каннада.
В 1981 году он переснял свой дебютный фильм на хинди под названием Be-Shaque, взяв на главную роль Митхуна Чакраборти, в 1986 — социальную драму Anubhava (1984). Среди других его работ в Болливуде были пересняты Avale Nanna Hendthi (1988) как Jawani Zindabad (1990) и Ajagajaanthara (1991) как «Расставание» (1997).
Он также был продюсером нескольких фильмов.
Как актёр Кашинатх дебютировал в фильме Anubhava в 1984 году. Среди других его известных фильмов — Avale Nanna Hendthi, Anantana Avantara и Hendathi Andhray Haygirabeku.
В последний раз актёр появился на экранах в роли отца убитой девушки в фильме Chowka, выпущенном в 2017 году.
Кашинатх также привёл в индустрию много новых талантов, в числе которых актёр Упендра, режиссёр Сунил Кумар Десаи и музыкальный директор В. Манохар.
В 2017 году у него была диагностирована лимфома Ходжкина.
Он скончался 18 января 2018 года в 7:45 утра в больнице Шри-Шанкары, проведя там последние два дня после того как его состояние ухудшилось. У него остались жена Чандрапрабха, дочь Амритаваршини и сын Алок.